# Lone Grove
Lone Grove is een plaats (city) in de Amerikaanse staat Oklahoma, en valt bestuurlijk gezien onder Carter County.

## Demografie
Bij de volkstelling in 2000 werd het aantal inwoners vastgesteld op 4631.
In 2006 is het aantal inwoners door het United States Census Bureau geschat op 5156, een stijging van 525 (11.3%).

## Geografie
Volgens het United States Census Bureau beslaat de plaats een oppervlakte van
72,8 km², waarvan 72,7 km² land en 0,1 km² water. Lone Grove ligt op ongeveer 289 m boven zeeniveau.

## Plaatsen in de nabije omgeving
De onderstaande figuur toont nabijgelegen plaatsen in een straal van 24 km rond Lone Grove.